# Battle Beast (бенд)
Battle Beast је фински пауер метал/хеви метал бенд основан 2005. у Хелсинкију. Првобитна постава се састојала од бубњара Пирија Викија (Pyry Vikki) и двојице 
гитариста, Антона Кабанена (Anton Kabanen) и Јусоа Соинија (Juuso Soinio), који су били пријатељи из детињства. Остатак поставе, басиста Еро Сипиле (Eero Sipilä), клавитариста Јане Бјеркрот (Janne Björkroth) и певачица Ните Вало (Nitte Valo) су се придружили након аудиција.

## Историја
Пре добијања уговора, бенд је био најпознатији по победама на двама великим такмичењима бендова у 2010: интернационалном Wacken Metal Battle такмичењу, на коме је учествовало на хиљаде бендова из целог света. Финале се одржало на чувеном Wacken Open Air метал фестивалу у Немачкој. Недуго затим су победили на финском такмичењу Radio Rock Starba, које је организовала велика финска станица, Radio Rock. Овим победама, бенд је стекао велику медијску пажњу, и пре краја године су потписали уговор са финском издавачком кућом Hype Records.
Први албум бенда, назван Steel, издат је у Финској на пролеће 2011. Уз пратњу два сингла,  "Show Me How to Die" и "Enter the Metal World" и активно присуство на радио станицама, албум се пласирао на седмо место по издавању. Иако је издат само у Финској, албум је привукао пажњу издавачке куће Nuclear Blast, са којом је бенд потписао договор за лиценцирање крајем 2011. Ново издање албума Steel, које је садржало и једну бонус траку, издато је за европско тржиште јануара 2012. На церемонији Finnish Metal Awards фебруара 2012, бенд је изгласан на треће место листе новајлија године 2011. (Newcomer Of The Year 2011). Да би промовисали своје деби издање, бенд је кренуо на турнеју као уводна тачка за бенд Nightwish за већину европских наступа на њиховој Imaginaerum светској турнеји. Оба бенда су турнеју оценили као успешну. Nightwish им је на последњем наступу на турнеји одао почаст извођењем обраде песме "Show Me How to Die" као дела свог акустичног сета.
На јесен 2012, након наступа на финским рок фестивалима током лета, Ните Вало је објавила да напушта бенд услед породичних проблема, а на њено место је дошла Нора Лоухимо (Noora Louhimo) из Тампереа. Са Нором, бенд је кренуо на још једну европску турнеју, овај пут као подршка финском бенду Sonata Arctica.
Одмах након турнеје, бенд је почео са снимањем свог другог албума. Издавачка кућа Hype Productions је престала са радом, а бенд је прешао у Warner Music за финска издања, док је интернационална издања и даље покривао Nuclear Blast. Први сингл са Нором на вокалима, "Into the Heart of Danger" је објављен 26. априла 2013, праћен албумом Battle Beast 17. маја 2013. Други сингл и спот за песму "Black Ninja" је објављен да се подудара са објављивањем албума. Овај албум је премашио продају свог претходника, пласирајући се на 5. место и остајући на топ листама 17 недеља. Албум је такође постигао добар пласман у многим европским земљама, укључујући и Немачку. Следеће јесени, бенд креће на још једну турнеју, сада као подршка бендовима Powerwolf и U.D.O..
Јануара 2014, бенд је био један од пет номинованих за најбољи фински метал албум на националној Emma-gaala церемонији.
Јануара 2015. бенд издаје свој трећи албум, Unholy Savior који је већ прве недеље достигао прво место на финској топ листи. Недуго након турнеје са Сабатоном, бенд се разишао са Антоном Кабаненом, а обе стране су навеле музичка неслагања и друге нерешиве проблеме у бенду као разлог. Привремено су га мењали Оси Маристо (Ossi Maristo) и Јанеов брат, Јона Бјеркрот (Joona Björkroth). Јона је постао стални члан 2016, а Антон је основао групу Beast In Black.
Први сингл са новом поставом, "King For a Day" објављен је јануара 2016, одмах након што је добио велику пажњу на финској Radio Rock станици, а још један сингл, "Familiar Hell" је објављен почетком 2017. Бенд је свој четврти албум, Bringer of Pain објавио 17. фебруара 2017, а који се такође нашао на првом месту у Финској. Овај албум је био први који се пласирао у топ 20 у Немачкој, освојивши 14. место.Уследила је европска турнеја са подршком бендова Majesty и GYZE. Тог пролећа су по први пут кренули на турнеју у Северној Америци као подршка Сабатону, заједно са бендом Leaves' Eyes. Бенд по први пут наступа у Јапану септембра 2017.
Њихов пети студијски албум, No More Hollywood Endings је објављен 22. марта 2019.

## Чланови
- Јусо Соинио - ритам гитара (2005-данас)
- Пири Вики - бубњеви (2005-данас)
- Еро Сипиле - бас, пратећи вокали (2005-данас)
- Јане Бјеркрот - клавитара, пратећи вокали (2005-данас)
- Нора Лоухимо - вокали (2012-данас)
- Јона Бјеркрот - соло гитара, пратећи вокали (2016-данас)

### Бивши чланови
- Ните Вало - вокали (2005-2012)
- Антон Кабанен - соло гитара, пратећи вокали (2005-2015)

## Дискографија

### Студијски албуми
- Steel (2011)
- Battle Beast (2013)
- Unholy Savior (2015)
- Bringer of Pain (2017)
- No More Hollywood Endings (2019)
- Circus of Doom (2022)

### Синглови
- Show Me How to Die (2011)
- Enter the Metal World (2011)
- Into the Heart of Danger (2013)
- Black Ninja (2013)
- Touch In The Night (2014)
- Madness (2014)
- King For a Day (2016)
- Familiar Hell (2017)
- No More Hollywood Endings (2019)
- Eden (2019)
- Master of Illusion (2021)
- Eye of the Storm (2021)
- Where Angels Fear to Fly (2022)